# Бархут
Барху́т (араб. برهوت‎) — в исламской эсхатологии, колодец, связанный с преисподней (джаханнам) и населённый душами неверных (кафиров). В настоящее время Бархут обычно идентифицируется с большой известняковой пещерой, находящейся в Хадрамауте (Йемен, 17°20′25″ с. ш. 52°26′38″ в. д.), около места, почитаемого как могила исламского пророка Худа.
Бархут упоминается в хадисе пророка Мухаммада, приведенном в сборнике ат-Табарани «аль-Му’джам аль-кабир».
В фольклоре мусульманских народов существует множество легенд и сказаний, посвящённых Бархуту.